# Wellin, Belgien
Wellin är en kommun i Belgien.   Den ligger i provinsen Luxemburg och regionen Vallonien, i den sydöstra delen av landet, 100 km sydost om huvudstaden Bryssel. Antalet invånare är 2 984.
I omgivningarna runt Wellin växer i huvudsak blandskog. Runt Wellin är det ganska glesbefolkat, med 42 invånare per kvadratkilometer.